# Gonçalo Vasques de Moura, 4.º alcaide-mor de Moura
Gonçalo Vasques de Moura foi um cavaleiro medieval do Reino de Portugal e o 4.º Alcaide-mor de Moura a que corresponde a uma cidade portuguesa pertencente ao Distrito de Beja, região do Alentejo e sub-região do Baixo Alentejo.

## Relações familiares
Foi filho de Gonçalo Vasques de Moura e de Marianes, irmã de Afonso Anes de Brito, chamado Clérigo de Évora. Casou com Inês Álvares, filha de Álvaro Gonçalves de Sequeira e de D. Beatriz Fernandes de Cambra, de quem teve:
1. Álvaro Gonçalves de Moura casado com Urraca Fernandes, alcaidessa de Azambuja.[1]
2. Leonor Gonçalves, casada com Vasco Fernandes Coutinho.[1]